# Top Model (telenovela)
Top Model (90-60-90 modelos) è una telenovela argentina del 1996 prodotta da Telearte.
Ha come protagonisti Silvia Kutika, Raúl Taibo e Osvaldo Laport. Gli autori sono: Elena Antonietto, Atilio Veronelli, Gustavo Belatti e Stella de la Rosa. La coordinazione di essi è di Marcela López Rey. 

## Trama
Un'agenzia assume giovani modelle per farle diventare persone famose nel mondo. I proprietari di questo ente sono Giulia Dalton e Fabio Herrera. Tra le ragazze che si presentano c'è Lucia, una giovane donna e umile, che senza saperlo verrà ammessa e lavorerà per la madre, cioè Giulia. La giovane vive insieme alla mamma adottiva, Rosa Peralta. Neanche lei sa chi è Giulia, in quanto è stata ingannata alla nascita della figlia e abbandonata dalla famiglia.
Giulia e Fabio vivono la loro relazione, fino a quando arriverà Martin che vuole diventare socio dell'agenzia e vuole conquistare Giulia. Anche la perfida Agatha vuole interrompere il loro rapporto.

## Produzione
La produzione della serie inizia tra la fine del 1995 e l'inizio del 1996 negli studi Dorrego e Conde di Buenos Aires. La trasmissione comincia l'8 gennaio 1996 e si conclude il 4 luglio 1997. Alcune scene dell'episodio finale sono registrate all'Hotel Sheraton. Nello stesso luogo si è svolta una sfilata alla presenza di Jorge Ibañez, realizzata a beneficio della "Confederación Nacional de Beneficencia del Círculo" della città di Córdoba, alla presenza di tutto il cast. Per questo episodio, è stato eletto Kevin Emiliano Sztajn per interpretare il figlio dei due protagonisti. 
Nel dicembre del 96 il protagonista Raúl Taibo decide di lasciare la fiction per motivi economici in quanto voleva un aumento di stipendio e visto che gli è stato negato, viene rimpiazzato da Osvaldo Laport. Nella serie Fabio muore. Nello stesso periodo, viene proposto a Natalia Oreiro la parte principale nella serie Ricos y famosos, motivo per cui lascia le registrazioni. Gli autori fecero un cambiamento nella trama e introdussero nuovi personaggi: l'agenzia cambia proprietario e co-proprietario, rispettivamente Giulia e Martin ed entra il personaggio di Agatha come antagonista.

## Personaggi ed interpreti
- Gustavo 'Tavo' Herrera, interpretato da Raúl Taibo (parte 1).
- Eugenia 'Cuca' Dalton, interpretata da Silvia Kutika (parte 1-2).
- Martín Lescano, interpretato da Osvaldo Laport (parte 2).
- Lucía Peralta, interpretata da Natalia Oreiro (parte 1).
- Verónica, interpretata da Magali Moro (parte 2).
- Darío, interpretato da Osvaldo Sabatini (parte 1).
- Juan Ignacio, interpretato da Fabian Pizzorno (parte 2).
- Emanuelle Soler, interpretata da Vicky Fariña (parte 1-2).
- Marisol Ríos, interpretata da Viviana Sáez (parte 2).
- Hernán, interpretato da Fernando Ranuschio (parte 1).
- Damián López Ocampo, interpretato da Nicolás Pauls (parte 2).
- Giselle, interpretata da Maria Cersosimo (parte 1-2).
- Nicanor, interpretato da Daniel Alvarez (parte 1).
- Matias, interpretato da Diego Diaz (parte 1-2).
- Claudia, interpretata da Paula Siero (parte 1).
- Beatriz Susana González, interpretata da Andrea Campbell (parte 2).
- Facundo Ramos, interpretato da Fernando Tobi (parte 1).
- Oscar, interpretato da Pepe Monje (parte 2).
- Karen, interpretata da Paola Della Torre (parte 1).
- Agustina Cisneros, interpretata da Florencia Ortiz (parte 1).
- Rubén, interpretato da Daniel Alhadeff (parte 2).
- Gabriel Dalton, interpretato da Iván González (parte 1).
- Agata, interpretata da Judith Gabbani (parte 2).
- Azul Ramayo, interpretata da Nicole Neumann (parte 1).
- Rosa Peralta, interpretata da Tina Serrano (parte 1).
- Ernesto, interpretato da Boris Rubaja (parte 1).
- Augusto López Ocampo, interpretato da Aldo Pastur (parte 1).
- Federico Ramos, interpretato da Coraje Abalos.
- Fabricio, interpretato da Segundo Cernadas.
- Arturo Argüello, interpretato da Manuel Callau.
- Walter, interpretato da Francisco Civit.
- Esteban Grimaldi, interpretato da Antonio Caride.
- Diego Nilson, interpretato da Pablo Cedrón.
- Dr. Menisa, interpretata da César Vianco.
- Delfina Agosti, interpretata da Elvira Vicario.
- Bárbara Villegas, interpretata da Diana Lamas.
- Fabio Benedetti, interpretato da Claudio Giúdice.
- Darío Agosti, interpretato da Roberto Ibáñez.
- Veronica, interpretata da Florencia Bertotti.

Altri interpreti: Maria Eugenia Delbes, Diego Ross.

## Episodi
La serie è composta da un'unica stagione divisa in due parti.
In Italia la telenovela venne acquistata e distribuita dalla società Roveca e trasmessa in prima TV nel 1998 su TV Centro Marche, e in seguito replicata su alcune reti locali, il doppiaggio però, si è fermato alla puntata numero 168 delle 268 originali e non fu mai completato.
| Stagione       | Episodi | Prima TV originale | Prima TV Italia |
| -------------- | ------- | ------------------ | --------------- |
| Prima stagione | 268     | 1996-1997          | fine anni '90   |

## Riconoscimenti
Premios Don Segundo Sombra
- 1998 - Candidatura per peggior attore protagonista a Osvaldo Laport[8].

## Distribuzioni internazionali
| Paese     | Canale/i  |
| --------- | --------- |
| Argentina | Canal 9   |
| Ecuador   | Ecuvisa   |
| Italia    | Vero      |
| Lettonia  | Euro TV   |
| Romania   | Acasă     |
| Russia    | Rossija 1 |
| Serbia    | RTV Pink  |
| Turchia   | Kanal-54  |

## Accoglienza
La telenovela è stata accolta positivamente dal pubblico. Però, fu criticata dai giornalisti per alcuni passaggi troppo inverosimili: solo nei primi otto mesi di trasmissione ci furono 9 assassini, 11 tentativi di uccisione, 3 incidenti, 2 sequestri, 2 paralisi e una persona affetta da leucemia tanto da essere rinominata dal quotidiano Clarín "la telenovela delle disgrazie".